# 53e bataillon de chasseurs alpins
Le 53e bataillon de chasseurs alpins (53e BCA) est une unité militaire dissoute de l'infanterie alpine française (chasseurs alpins) qui participa notamment aux deux conflits mondiaux.

## Création et différentes dénominations
- 1914 : création du 53e bataillon alpin de chasseurs à pied (53e BACP),
- 1916 : devient le 53e bataillon de chasseurs alpins (53e BCA),
- 1919 : dissolution du bataillon,
- 1939 : nouvelle création du 53e BCA,
- 1940 : dissolution du bataillon,
- 1972 : création du 53e groupe de chasseurs alpins (53e GCA - réserve),
- 1979 : redevient le 53e bataillon de chasseurs alpins (53e BCA - réserve),
- 1994 : dissolution du bataillon.

## Historique des garnisons, campagnes et batailles

### Première Guerre mondiale
Mobilisé à Chambéry, c'est le bataillon de réserve du 13e BCA (son numéro d'ordre est obtenu en ajoutant 40 au numéro de son bataillon d'origine).
Il est constitué de 16 officiers, 58 sous-officiers et 1078 caporaux et chasseurs.

#### Rattachements successifs
À la mobilisation, il est rattaché à la 147e brigade d'infanterie de la 74e division d'infanterie.

#### 1915
- Bataille du Hartmannswillerkopf

## Traditions

### Drapeau
Comme tous les autres bataillons et groupes de chasseurs, le 53e BCA ne dispose pas d'un drapeau propre. (Voir le drapeau des chasseurs).
Citations collectives obtenues
- 2 citations à l’ordre de l’Armée
- 1 citation à l’ordre du corps d’armée
- 1 citation à l’ordre de la division

### Décorations
Le 53e BCA reçoit la fourragère aux couleurs du ruban de la Croix de Guerre le 25 décembre 1918.

### Chant
Refrain

« Sans fricot, sans pain au cinquante-trois,
On n’ boit que du vin ! »

## Chefs de corps
- 1914 - 1914 : capitaine Duverney (tué le 26 août 1914)
- 1914 - 1914 : capitaine Cornier (blessé le 26 septembre 1914)
- 1914 - 1914 : lieutenant Bailly
- 1914 - 1914 : capitaine Tournade
- 1914 - 1915 : commandant Cassin
- 1915 - 1917 : commandant Tiersonnier
- 1917 - 1919 : commandant Vermeersch

## Sources et bibliographie
- Bataillon de chasseurs durant la grande guerre.
- JMO du bataillon lors de la grande guerre
- Historique du 53e bataillon de chasseurs alpins (2 août 1914-15 mars 1919), Chambéry, Impr. Chambérienne, 1920, 44 p., lire en ligne sur Gallica.